# فيروسات القنبيط
فيروسات القنبيط (بالإنجليزية: Caulimoviridae)‏ هي فصيلة من الفيروسات تضم الأجناس التالية:
- فيروس تجعد الأوراق: يضم نوع فيروس البرقشة الصفراء لزهور اليوم.
- فيروس القنبيط: يضم نوع فيروس تبرقش القنبيط.
- فيروس تونغرو: يضم نوع فيروس تبرقش الأرز العصوي.
- فيروس فول الصويا: يضم نوع فيروس تبرقش فول الصويا.
- فيروس كسافا: يضم نوع فيروس وريد كسافا الفسيفسائي.
- فيروس التبغية: يضم نوع فيروس التساق عرق التبغية.

## وصلة خارجية
- نطاق فيروسي: فيروسات القنبيط